# Frederick Eaton
Frederick Eaton (23 septembre 1856 - 11 mars 1934), connu sous le nom Fred Eaton, a été une personnalité importante de la transformation et de l'expansion de la ville de Los Angeles dont il a été maire entre 1898 et 1900.

## Biographie
Né à Los Angeles en 1856 dans une famille qui avait fondé la ville de Pasadena, il était membre du Parti Républicain. Il a dirigé le Los Angeles City Water Company à partir de 1875. Ingénieur autodidacte, il a été un artisan de la reconstruction après la guerre civile, a promu l'extension du chemin de fer, et l'alimentation en eau du sud de la Californie, en particulier avec la construction de l'Aqueduc de Los Angeles pour laquelle il a recruté William Mulholland.
Le démocrate Meredith P. Snyder avait été maire juste avant lui, et lui a succédé à ce poste.